# Ludwig Wittgenstein
 Der er for få eller ingen kildehenvisninger i denne artikel, hvilket er et problem. Du kan hjælpe ved at angive troværdige kilder til de påstande, som fremføres i artiklen.

Ludwig Josef Johann Wittgenstein (født 26. april 1889, død 29. april 1951) var en østrigsk filosof. Han gik i skole med Hitler, men arbejdede primært i England. Hans ideer øvede varig indflydelse på sprogfilosofi, logik og bevidsthedsfilosofi, samt matematikkens grundlag.
Man taler om den tidlige og den sene Wittgenstein. Disse periode knyttes til hans to vigtigste værker:  Tractatus Logico-Philosophicus og Filosofiske Undersøgelser.

## Biografi
Ludwig Wittgenstein voksede op i Wien og hans interesse for teknik blev primus motor i hans akademiske karriere. Han studerede ingeniørvidenskab i Berlin og senere i Manchester. Problemet om matematikkens grundlag blev  en af Wittgensteins interesser, især da han stiftede bekendtskab med den engelske filosof Bertrand Russells skrifter om emnet. I 1912 skiftede Wittgenstein da også studium fra ingeniør til matematik og logik hos Russell i Cambridge. 
Det gjorde Wittgenstein til en af de største filosoffer i det tyvende århundrede - trods en grundlæggende skepsis for filosofi. Værket Tractatus logico-philosophicus, der udkom 1921-22, var inspireret af Gottlob Frege og handlede om logikkens grundlag og sprogets funktion, og det var ifølge Wittgenstein et endeligt punktum i filosofien, idet han mente, at værket viste, at filosofiske problemer var grundet i sprogets mangler.
Som en logisk konsekvens af at have differentieret mellem det, der kan siges noget meningsfuldt om, og det, der ikke kan siges noget meningsfuldt om, var Wittgenstein skolelærer og senere arkitekten bag søsterens hus i Wien. I 1929 var han igen i Cambridge med kritiske tanker om synspunkterne i Tractatus.

## Hovedtræk i Wittgensteins tankeunivers
Traditionelt deler man Wittgensteins filosofi op i to dele: Wittgenstein I og Wittgenstein II. Den tidlige og den sene Wittgenstein, eller opdeles i hhv. statisk sprog og genetisk sprog. De to perioder hænger også sammen med de to hovedværker, som de tilnærmelsesvis repræsenterer. Tractatus repræsenterer den første periode.
Den anden periode i Wittgensteins filosofi drejer sig om værket Philosophische Untersuchungen (FU), som er skrevet mellem 1936 og 1948 afbrudt af 2. verdenskrig, hvor Wittgenstein arbejdede som hospitalsmedhjælper i London. 
Denne opdeling kan der dog stilles spørgsmål ved. Wittgensteins noter og forelæsninger, der senere er udgivet som Das Blaue Buch og Das Braune Buch, viser, at der snarere er tale om en udvikling fra Tractatus til Philosophische Untersuchungen.

## Wittgenstein I

### Statisk sprog
Den filosofi, der er i Tractatus, kaldes statisk sprog. Bogen er nok et af de mest komplicerede værker inden for filosofien, og dens udtryksform er til tider nærmest mystisk.
"Was sich überhaupt sagen läß, läßt sich klar sagen; und wovon man nicht reden kann, darüber muß man schweigen". (Tractatus, "Vorwort") Oversættes til "Hvad der overhovedet lader sig sige, lader sig  sige klart; og hvad man ikke kan tale om, det må man tie med."
Sådan resumerer Wittgenstein indholdet i Tractatus i dens forord. Samme sætning går igen på bogens sidste linje (sætning 7) som dens konklusion. Wittgenstein var inspireret af udviklingen inden for moderne matematik og logisk atomisme repræsenteret af B. Russell og G. Frege. Gennem den symbolske logik kunne man analysere filosofiske problemer og påvise, at de reelt var logiske og grammatiske misforståelser. Alle sprog har den samme logiske struktur, og en sætning har kun én logisk form.
Tractatus er strukturelt bygget op over syv hovedteser:
1. Die Welt ist alles, was der Fall ist.
2. Was der Fall ist, die Tatsache, ist das Bestehen von Sachverhalten.
3. Das logische Bild der Tatsachen ist der Gedanke.
4. Der Gedanke ist der sinnvolle Satz.
5. Der Satz ist eine Wahrheitsfunktion der elementarsätze.
6. Die allgemeine Form der Wahrheitsfunktion ist: [p,x,N(x)].
  - Dies ist die allgemeine Form des Satzes.
7. Wovon man nicht sprechen kann, darüber muß man schweigen.

Hovedteserne er kommenteret med nummererede og underordnede sætninger, så sætning 1.1 kommenterer sætning 1, og sætning 1.11 kommenterer sætning 1.1. 

Tese 1 og 2 repræsenterer, hvad man kan kalde Tractatus’ ontologi, tese 3 og 4 kaldes billedteorien, tese 5 er ekstensionalitetstesen, tese 6 udtrykker sætningens almene form, og tese 7 udtrykker konklusionen. 
For at give et overblik over det dybere indhold i Tractatus er det en fordel at begynde med tese 5, ekstensionalitetstesen. At sætningen er en sandhedsfunktion af elementarsætninger viser, at det meningsfulde sprog er ekstensionelt. Det betyder, at det kun er den logiske struktur, der er relevant og ikke indholdet, "meningen" eller intensionen. Sandhedsfunktionen er en sætning, der har en sandhedsværdi, som bestemmes af de sætninger, der indgår i den. Et eksempel på en sandhedsfunktion:
| „ | Anne Dorte elsker sin mor, og Anne Dorte elsker sin far. | “ |

Denne sætning består af to elementarsætninger med individuelle sandhedsværdier:
| „ | Anne Dorte elsker sin mor. | “ |

| „ | Anne Dorte elsker sin far. | “ |

De to sætninger er sat sammen med et domslogisk konnektiv (og, eller, ikke), så de i dette tilfælde danner en konjunktion. Sandhedsfunktionens sandhedsværdi bliver derved kun sand, hvis Anne Dorte både elsker sin mor og sin far. Hvis sandhedsfunktionen havde heddet:
| „ | Anne Dorte elsker sin mor, og Anne Dorte elsker ikke sin far. | “ |

men idet Anne Dorte stadig elsker både sin mor og sin far er sandhedsfunktionens sandhedsværdi falsk. Dette leder over til det Wittgenstein kalder billedteorien. En sætnings mening er det, der skal være tilfældet, for at den er sand. Den sidste sætning er ikke sand, hvis Anne Dorte elsker sin far. Dette viser sig ved at sandhedsfunktionen er en konjunktion med en negeret elementarsætning, der ikke negeres i forhold til det, der er tilfældet, og derfor er sandhedsfunktionens sandhedsværdi falsk. 
Billedteorien er Tractatus' meningsteori, da den meningsfulde sætning er det, der er tilfældet, eller sagt på en anden måde; sætningen afbilder et sagforhold, der er en eventuel eller en eksisterende kendsgerning. Egentlig er sætningens mening elementarsætningernes mening og deres indbyrdes logiske sammensætning så billedteorien drejer sig om det elementarsætningerne afbilder. Elementarsætninger er sammensat af simple tegn:
Die im Satze angewandten einfachen Zeichen heißen Namen.
(Tractatus § 3.202)
Derved er der en distinktion mellem sætninger og navne. Sætninger kan have mening og være sande eller falske, mens navne og grupper af navne ikke kan siges meningsfuldt at være sande eller falske. Navnet er hvad Wittgenstein kalder et "urtegn", og det kan derfor ikke analyseres yderligere (Tractatus § 3.26). 
Det fører tilbage til det ontologiske aspekt, som Tractatus indledes med, og som skal vise, hvordan kombinationen af navne kan have mening. Navne benævner genstande, men genstande og navne er simple, eller noget man kan betegne som grænsebegreber, fordi de ikke lader sig analysere dybere. 
Dér, hvor det er nødvendigt at se på det ontologiske aspekt, er hvor navnene eller genstandene er sammensatte og danner komplekse forhold. Hovedteserne 1 og 2 giver en bestemmelse af, hvad der kendetegner virkeligheden og verden. Alt hvad der ér, er sagforhold og kombinationer af sagforhold. Et sagforhold kunne man også kalde en situation. Sagforhold kan både være mulige eller eksisterende, og er de eksisterende, er de kendsgerninger. Summen af alle kendsgerninger er verden. 
For at elementarsætningen er sand, skal den afbilde kendsgerningen, dvs. at navnene i sætningen og genstandene i kendsgerningen skal have samme struktur, eller der skal være isomorfi imellem dem. Man kan sige at en meningsfuld sætning afbilder et sagforhold, dvs. en mulig kendsgerning, mens en sand sætning afbilder en kendsgerning. Genstanden kan karakteriseres ved de sagforhold, de kan indgå i, og deraf kan der udledes meningsfulde sætninger. Sætningen er dog kun sand, når sagforholdet er tilfældet. Derfor bliver kendsgerningen også sætningens sandhedsbetingelse. 
Hensigten med Tractatus var at komme de mange filosofiske problemer til livs ved at sige, hvad der meningsfuldt kan siges noget om, og hvad der ikke kan siges noget meningsfuldt om. Forholdet mellem sproget og virkeligheden er forholdet mellem elementarsætningen og sagforholdet (isomorfi), men selve forholdet kan der ikke siges mere om. Konklusionen bliver at der ikke kan findes nogen meningsfulde filosofiske sætninger. De eneste meningsfulde sætninger efter dette er naturvidenskabens (Tractatus § 6.53). Tractatus selv bliver også meningsløs. Wittgenstein mener, at den, der læser Tractatus og forstår den,  til sidst vil erkende at dens sætninger er meningsløse. Man skal se forståelsesprocessen, som om man klatrer på en stige, og når man når toppen, skal man skubbe stigen væk. Man skal overvinde det, der står skrevet, og forstå verden på den rigtige måde (Tractatus § 6.54).

### Sandhedsbetingelser
Wittgenstein indførte begrebet sandhedsfunktion i sin Tractatus, og fra dem forsøgte han at udregne dommes sandhedsbetingelser.

## Wittgenstein II

### Genetisk sprog
En vigtig forskel mellem Tractatus og Philosophische Untersuchungen er deres hensigter. Tractatus vil konstruere et nyt idealsprog, mens Philosophische Untersuchungen ikke vil konstruere noget nyt, men i stedet vil beskrive det eksisterende sprog og dets udvikling. Wittgenstein mener nu ikke at filosofien skal ændre noget ved sproget, men den skal derimod skabe og formidle indsigt i, hvordan sproget bruges. De centrale begreber i Tractatus er sætningen og elementarsætningen, men Wittgenstein har siden indset, at sproget er meget mere end logiske domme om verden.
Philosophische Untersuchungen indledes med et citat af Augustin (P.U. § 1), men Wittgenstein kunne have fundet et citat i Tractatus med det samme indhold. Citatet bringes frem for at debattere den traditionelle antagelse, at genstande erkendes uafhængigt af sproget. Augustin ser først genstanden, og derefter lærer han, at den kaldes ved den lyd, der er dens navn. Ordets mening bliver den genstand, som det betegner, og det bliver efterhånden klart, at det er selve billedteorien, der kritiseres, og at det samtidig er en kritik af den ostensive eller ostentative definition af ord. Wittgenstein mener, at denne forestilling er en forestilling om et sprog, der er mere primitivt, end vort sprog egentlig er. (P.U. § 2). I dette primitive sprog fokuseres der først på substantiver, verber og adjektiver, men man glemmer sprogets mange andre funktioner og egenskaber. Wittgenstein mener, at filosofien har fokuseret på forholdet mellem den sprogløse elev og den "sprogerfarne" lærer, hvor eleven skal lære sprogbrug, når han/hun har karakteriseret sproget. Den tradition er Augustin-citatet et godt eksempel på. Wittgenstein vil vise, at sproget ud over at indeholde eller bestå af logiske domme også består af ordrer, vittigheder, løfter og fortællinger etc.  Denne gruppe af ytringer kaldes i dag for performative ytringer. Derudover består det også af mange andre ordtyper. 
Dette er analogt med den udvikling, der er i J.L. Austins sprogteori, hvor forskellen mellem konstantiver og performativer udviskes. Konstantiver er den form for udsagnsord, der beskriver kendsgerninger, og dermed er et sådant udsagn en talehandling, der er relevant i forhold til, om det er sandt eller falskt, men selve relevansen i situationen, og hvilken autoritet der fremsætter ytringen, har også betydning. Således glider konstantiver over i kategorien for performativer, fordi konstantivernes afhængighed af handling bliver betydelig. Ovenstående er analogt til Wittgenstein , da Austins udvikling er uafhængig af Wittgensteins.

#### Sprogspil
I Philosophische Untersuchungen er det centrale begreb sprogspillet. Her er det ikke længere den genstand, et ord repræsenterer, der er et ords mening, men det er ordets brug, der er dets mening. Sprogspillet er den sproglige aktivitet mellem mennesker, der er forbundet med en livsform. Sprogspillet og livsformen danner en ramme, hvor der findes et underliggende regelsæt som helst skal følges, for at man forstår hinanden. Dette regelsæt kan brydes, og når andre personer inden for rammen af livsformen og sprogspillet lærer og forstår den nye brug, de nye regler, er der opstået et nyt sprogspil. Ved at personen er aktør eller sprogbruger inden for sprogspillet eller livsformen, skabes der en intersubjektiv forbindelse, og der er med andre ord skabt en social kontekst.
Et ords betydning er nu den måde, det bruges inden for sprogspillet, og ikke den genstand den benævner. Lige som ordets mening er dets brug, er forståelse også at kunne bruge ordet rigtigt inden for sprogspillet, og det vil sige at kunne følge en regel.
Sproget er også overlappende sprogspil, og sprogspillene er konstant under udvikling, og derved forsvinder elementer af sprogspillene, og netop heri ligger det genetiske ved sprogspilsteorien.

### Familielighed
Wittgensteins kritik af billedteorien er samtidig en kritik af antagelsen af, at der eksisterer universalier. Sprogspillene består selvfølgelig af ord, men ved nævnelse af ordet, henvises der ikke til en eksakt definition af ordet. Et ord kan bruges på mange forskellige måder, uden at én måde er den rigtige, eller at én er helt forkert. Wittgenstein giver selv eksemplet med brugen af begrebet "spil". Hvis jeg bruger ordet spil om skak, tennis og fodbold, er der ikke nogen umiddelbar entydig lighed mellem de tre former for udøvelse af spil. Til det siger Wittgenstein: "Ich kann diese Ähnlichkeiten nicht besser charakterisieren als durch das Wort Familienähnlichkeiten (P.U. §67). Man kan sige at skak og tennis ligner hinanden derved, at der er to spillere over for hinanden, og det gælder for den ene om at vinde over den anden. Tennis og fodbold ligner hinanden ved at det foregår med en bold og på en bane med to banehalvdele. Skak og fodbold har måske færre lighedspunkter, men nogle spillere og nogle brikker dækker hinanden, idet nogle bruges mest til angreb og andre mest til forsvar. 
Der kan selvfølgelig godt gøres en indsats for at præcisere brugen af nogle ord, hvilket vil være hensigtsmæssigt inden for videnskaben. 

### Privat sprog
Når sproget opstår i den sociale eller offentlige sfære, i sprogspillet og livsformen, er spørgsmålet, om der overhovedet kan være et privat sprog eller et personligt sprog. Men diskussionen starter først ved de for personen indre og ydre fænomener. Følelser og fornemmelser (fx smerte) er indre fænomener, og de er private i den forstand at ingen andre kan have de samme følelser eller fornemmelser, og heller ikke have nogen direkte adgang til dem. Som nævnt er evnen til at anvende sprog samtidig evnen til at følge regler, i særdeleshed sprogregler. Hvis en person vil skabe et privat sprog om sine egne indre følelser eller fornemmelser, må han have private regler for dette private sprog. På grund af det private sprogs private regler er det personen selv, der er dommer om reglerne bruges korrekt. Når han bruger sproget, må han også bruge det med en overbevisende fornemmelse af, at han bruger det korrekt. Wittgenstein mener derfor at det ikke er muligt at have et privat sprog.

## Galleri
- Wittgensteins hus, bygget til hans søster.
- En side i Wittgensteins private optegnelser fra Wren Library, Cambridge.
- Wittgensteins gravsten i Cambridge, England.